# Битва под Бродами и Берестечком

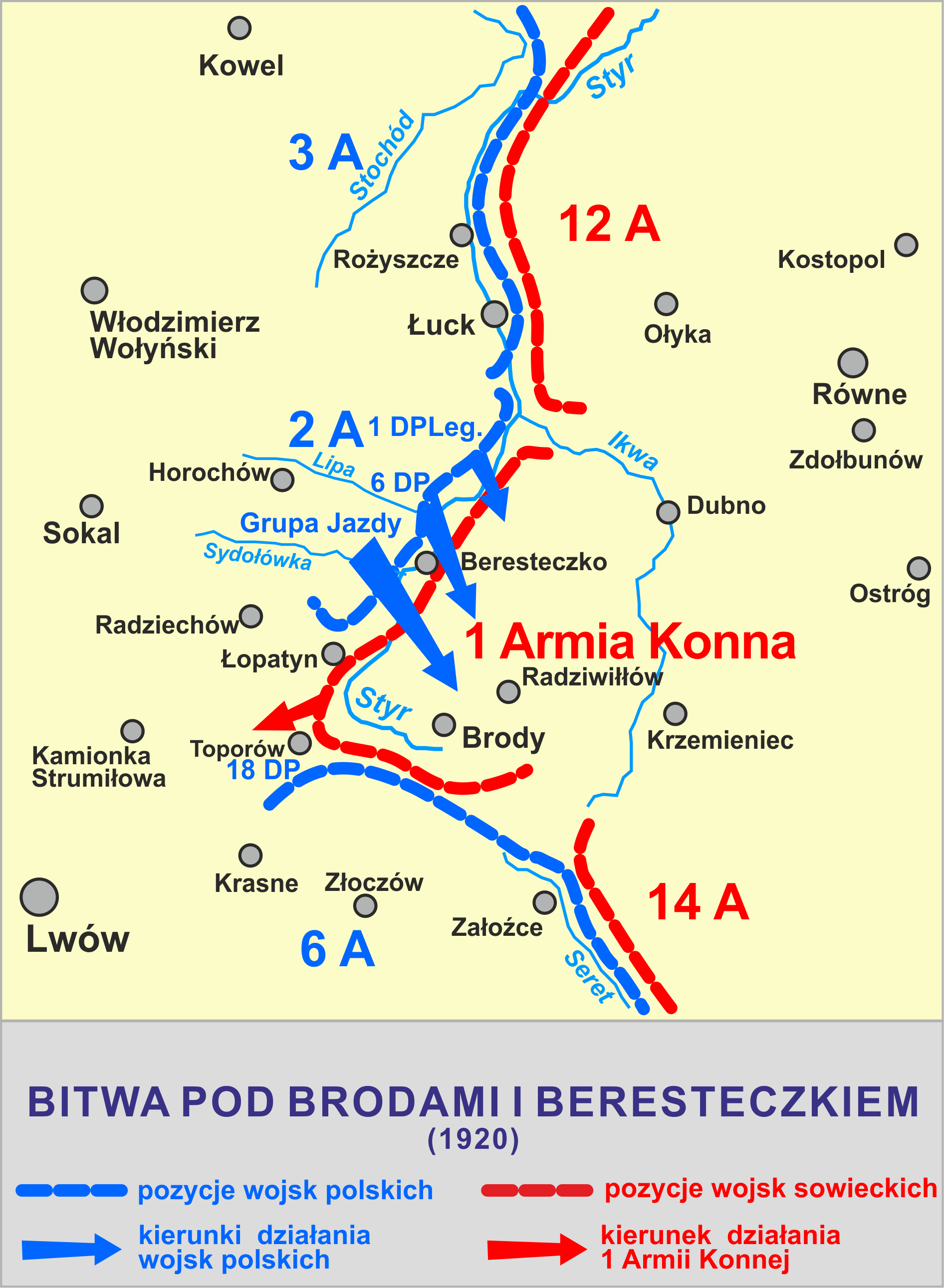
Схема сражения

Битва под Бродами и Берестечком (польск. Bitwa pod Brodami i Beresteczkiem) — бои 1-й Конной армии со 2-й польской армией и частями 6-й армии, происходившие с 29 июля по 3 августа 1920 года в ходе Львовской операции во время советско-польской войны.

## Ход сражения
23 июля командование Юго-Западного фронта поставило 12-й, 1-й Конной и 14-й армиям (всего 46 тысяч штыков, 10,5 тысяч сабель) задачу разгромить польские войска Юго-Восточного фронта (3-я и 6-я арми под командованием генерала Э. Рыдз-Смиглы, всего 53,6 тысяч штыков и сабель) на львовском направлении. Главный удар наносила 1-я Конная армия (командующий С. М. Будённый). усиленная 24-й, 45-й и 47-й дивизиями, имевшая задачу не позднее 29 июля овладеть Львовом и захватить переправы через реку Сан. 
Преодолевая сильное сопротивление поляков, 1-я Конная армия заняла Броды, 28 июля форсировала Стыр, захватила Буск, но затем встретила упорное сопротивление крупных сил противника на реке Западный Буг.
29 июля польские войска нанесли контрудары на Броды с северо-запада силами 1-й и 6-й пехотных дивизий и конной группы генерала Савицкого (2-я кавалерийская дивизия, 1-я конная бригада, 2-й кавалерийский полк) 2-й армии и  с юго-запада силами 18 пехотной дивизии и 10-й пехотной бригады 6-й армии. Ведя тяжёлые бои, 1-я Конная армия 3 августа оставила Радзивилов и Броды и перешла к обороне.
Сражение закончилось ограниченным успехом поляков. Польские войска не сумели окружить и уничтожить 1-ю Конную, но нанесли ей большие потери. Продвижение Будённого на Львов было задержано на несколько дней, что позволило полякам перебросить часть своих сил под Варшаву. Серьёзные потери понесла 2-я польская кавдивизия. После удара 18-й польской пехотной дивизии 5 августа 1-я Конная отступила от Бродов в направлении Кременца.

## Последствия
В результате неудач 1-й Конной в продвижении на Львов, 2 августа советское руководство приняло решение о передаче 1-й Конной и 12-й армии в состав Западного фронта для усиления наступления на Варшаву. Сталин, состоявший в это время членом Военного совета Юго-Западного фронта, был несогласен с общей стратегией мировой революции, выдвинутой Лениным. Сталин считал, что вместо похода на Варшаву и Берлин следует присоединить к РСФСР Волынь и Галицию, населённые преимущественно украинцами. Сталин под разными предлогами оттягивал выполнение распоряжений Троцкого, в результате чего 1-я Конная двинулась на Варшаву только 21 августа а 12-я армия вообще осталась под Львовом. 1-я Конная достигла района Замостья лишь 30 августа. К этому времени польскому командованию удалось сосредоточить здесь войска и организовать линию обороны. В сражении при Комарове 1-я Конная была разбита, что положило конец польскому походу РККА и вместе с ним планам Ленина об экспорте революции в Западную Европу.